# Józef Osek
Józef Adam Osek (ur. 21 października 1931 w Nasutowie, zm. 6 stycznia 2025 w Warszawie) – generał brygady, dyrektor Departamentu I MSW.

## Życiorys
Syn Władysława i Franciszki. Uczył się w lubelskim liceum im. Staszica, maturę uzyskał w liceum handlowym Vetterów, następnie studiował handel zagraniczny w Szkole Głównej Służby Zagranicznej w Warszawie. W latach 1950–1953 pracował jako praktykant w PAP. 1 marca 1954, na podstawie nakazu pracy, rozpoczął służbę w organach bezpieczeństwa Polski Ludowej na stanowisku referenta Departamentu VII MBP. 15 października 1953 rozpoczął naukę na Rocznym Kursie Przeszkolenia Operacyjnego w Ośrodku Szkolenia MBP w Warszawie na ulicy Długiej. Od 1 kwietnia 1955 zajmował stanowisko referenta, a następnie oficera operacyjnego Departamentu I KdsBP/MSW na etacie niejawnym.
14 stycznia 1956 został oddelegowany pod pseudonimem „Żak” do pracy w rezydenturze na placówkę w Tel Awiwie, ale oficjalnie zatrudniony był na stanowisku referendarza w Ministerstwie Handlu Zagranicznego. Po powrocie do Polski od 22 września 1959 służył jako oficer operacyjny Wydziału II Departamentu I MSW, 1 listopada 1963 awansował na stanowisko p.o. naczelnik Wydziału II Departamentu I MSW. Od 15 czerwca 1964 służył jako starszy inspektor Departamentu I MSW na etacie niejawnym. W zakresie jego obowiązków był nadzór nad rezydenturami w Izraelu, Iranie, Libanie i Syrii .
Od 8 sierpnia 1964, pod pseudonimem „Kowalik”, pracował w rezydenturze w Paryżu, oficjalnie zajmując początkowo stanowisko II, a następnie I sekretarza ambasady. Zajmował się odtworzeniem struktur polskiej siatki wywiadowczej we Francji po zdradzie Władysława Mroza. Powrócił z placówki dyplomatycznej do Polski i od 15 czerwca 1968 zajmował stanowisko naczelnika Wydziału III Departamentu I MSW, a od 10 lutego 1969 zastępcy dyrektora Departamentu I MSW.
W 1970 delegowany służbowo, kolejno: do Wietnamu, Indii, Nepalu, Japonii, Francji, Rumunii i do Berlina. Od pierwszej połowy 1971 pełnił obowiązki dyrektora Departamentu I MSW, 1 listopada 1971 został powołany na stanowisko dyrektora. Był najmłodszym dyrektorem w historii Departamentu I . Z jego inicjatywy powstał ośrodek szkolenia oficerów polskiego wywiadu w Starych Kiejkutach . 1 grudnia 1974 został przeniesiony do dyspozycji dyrektora Departamentu Kadr MSW . W 1975 został powołany przez Ministra Handlu Zagranicznego i Gospodarki Morskiej na stanowisko Wiceprezesa Głównego Urzędu Ceł.

## Ordery i odznaczenia
Był odznaczony:
- Krzyżem Oficerskim Orderu Odrodzenia Polski,
- Krzyżem Kawalerskim Orderu Odrodzenia Polski,
- Orderem Sztandaru Pracy II kl.,
- Srebrnym Krzyżem Zasługi,
- Srebrnym Medalem „Siły Zbrojne w Służbie Ojczyzny”,
- Srebrnym Medalem „Za zasługi dla obronności kraju”,
- Medalem 30-lecia Polski Ludowej,
- Odznaką „10 Lat w Służbie Narodu”,
- Odznaką „20 Lat w Służbie Narodu”,
- Złotą Odznaką „Za zasługi w ochronie porządku publicznego”,
- Srebrną Odznaką „Za zasługi w ochronie porządku publicznego”,
- Orderem Czerwonego Sztandaru.

## Awanse
- 1954 – podporucznik,
- 1956 – porucznik,
- 1961 – kapitan,
- 1964 – major,
- 1967 – podpułkownik,
- 1969 – pułkownik,
- 1973 – generał brygady.